# Rangers TV
 Rangers TV – kanał telewizyjny Rangers F.C.
Rozpoczęty w 2004 r. i prowadzony przez Setanta Sports był dostępny na platformach satelitarnych i kablowych na terenie Wielkiej Brytanii i Irlandii. Na antenie Rangers TV transmitowane były pełne mecze Rangers z jednodniowym opóźnieniem, a także spotkania drużyny rezerw czy słynne mecze z przeszłości. Głównym programem był "Ibrox Uncovered", który był prowadzony na żywo przez Lindsey Archibald, a tematyka tejże audycji dotyczyła aktualnych wydarzeń związanych z klubem. Gośćmi Lindsey byli m.in. Derek Ferguson, Andy Goram czy Arthur Numan. Dwa razy w tygodniu ze studiem łączyli się za pomocą telefonów kibice.
W czerwcu 2009 r. kryzys finansowy mocno dotknął Setanta Sports. Stacja nie była w stanie wypłacać należnych pieniędzy klubom Scottish Premier League i Premiership oraz przestała przyjmować nowych klientów. Po kilku tygodniach Setanta upadła, zaprzestając nadawania swoich kanałów, w tym Rangers TV.
30 października 2009 roku nastąpiło wznowienie działalności Rangers TV, który odtąd dostępny jest jedynie za pośrednictwem Internetu, co umożliwia dostęp do treści multimedialnych widzom na całym świecie. Ponadto, mieszkańcy spoza Wysp Brytyjskich mają możliwość oglądania na żywo wszystkich spotkań pierwszego zespołu, a od 2011 roku wybrane wyjazdowe mecze są również dostępne dla Brytyjczyków. 
Na platformie Rangers TV dostępne są także archiwalne materiały oraz bieżące wiadomości - nagrania z konferencji prasowych, wywiady, skróty pojedynków juniorów i rezerw i pełne starcia dorosłego zespołu publikowane kilka godzin po zakończeniu każdego meczu. Komentatorem spotkań jest Tom Miller, a pozostałymi prezenterami są Lindsay Herron, Andrew Dickson i Neil Smith.